# 本傑明·林肯
本傑明·林肯（英語：Benjamin Lincoln，1733年1月24日—1810年5月9日），英格蘭清教徒移民後裔，北美麻省殖民地民兵軍官，美國獨立戰爭大陸軍少將。他是邦聯議會任命的第一任美國戰爭部長，亦是美國獨立後第二任麻省副總督。

## 早年
本傑明·林肯生於1733年麻薩諸塞灣殖民地興咸鎮。他的祖先是英格蘭諾福克郡的清教徒，在1638年移民到麻薩諸塞灣。本傑明·林肯是移民的第四代後裔，他的父親同樣以本傑明為名，但時人多稱他為「林肯上校」（Colonel Lincoln）。「林肯上校」是地方富戶，長年擔任麻省行政會議議員，並且在1746年至1748年間入選麻省灣殖民地議會，亦是該殖民地的太平紳士及第3沙福克民兵軍團上校。「上校」先後與兩名女子結婚，而本傑明·林肯則是「上校」與第二任妻子所生的第六個兒女，兼且是家中長男。
林肯的幼年在父親的農場工作，並深受清教徒及阿民念主義的神學觀念影響。他自小便患上猝睡症，不善辭令，再加上父親預算他會繼承祖業及公共職務，故此只安排他接受基礎教育。相比之下，林肯的弟弟貝拉（Bela Lincoln）就獲得父親大力栽培，先後在哈佛學院及蘇格蘭亞伯丁大學醫科畢業。林肯在1754年（21歲）出任地方治安官，再於1755年任沙福克民兵軍團副官，並在1756年娶妻結婚。這段時間林肯開始以公正坦誠而建立名聲，隨後在1757年獲選為興咸鎮書記官。法國印第安戰爭期間，林肯沒有率兵到前線作戰，而是留在沙福克縣統籌戰爭行政工作，並在1763年陞任少校。
戰爭結束後，林肯逐步繼承家族生意，也開始拓展自己的商業業務。1765年英國國會通過《印花稅法令》，在殖民地引起政治爭議。林肯的父親傾向保守一方，主張殖民者被動接受英國徵稅，逐漸在政壇失勢；相比之下，林肯本人卻日漸傾向激進一方，主張反抗《印花税法》及《汤森法案》。他在1770年代表興咸鎮向波士頓商會寫信，支持波士頓杯葛英國貨品。1772年林肯加入殖民地議會，並在同年陞任民兵中校。隨著英國與殖民地關係不斷惡化，林肯在1774年初出任興咸鎮的通訊委員會主席，再在秋季入選麻省自治議會下議院，協助組織民兵及收藏火藥武器。

## 美國獨立戰爭

### 早年部署
1775年4月，北美英軍總司令湯馬士·蓋奇派兵徵收麻省殖民者的火藥武器時，與民兵擦槍走火，引發列星頓和康科德戰役，美國獨立戰爭因此爆發。自波士頓之圍開始，林肯便以麻省自治議會上議員身份，不斷為各地趕來的民兵籌措物資武器，也開始徵用艦艇負責海上私掠。他在1776年1月獲麻省議會下議院任命為民兵少將。
1776年秋季，喬治·華盛頓的大陸軍在紐約及新澤西戰役中接連受挫。林肯在9月率領麻省緊急編組的臨時民兵，前往紐約州增援。他的部隊在白原戰役中擔任後備，沒有參與戰事。林肯後來率軍到羅德島州及上紐約州戒備，錯過了新澤西州的戰事。他在1777年初才率領民兵抵達新澤西州摩利斯鎮營地，正式加入大陸軍。大陸議會在2月14日直接任命林肯為大陸軍少將。
林肯的軍事能力很快便受到考驗。他在邦德溪戰役中遭到英軍突襲，幾乎被俘。由於林肯此前沒有任何實戰經驗，令到約翰·亞當斯等議會領袖對他的任命抱有質疑。不過華盛頓及彌敦內爾·格連等高級將軍卻一致為林肯辯護，重申林肯有實際才華。1777年7月，約翰·伯戈因率領英軍由加拿大南下進攻提康德羅加堡。當時提康德羅加堡的守將阿瑟·聖克萊及北軍指揮官菲力·斯凱勒礙於兵力懸殊，而選擇棄堡撤退。兩人雖然在戰略上令到伯戈因飽受拖延，但新英格蘭地區卻對提康德羅加堡不戰而退極為憤怒，部分新英格蘭民兵更拒絕聽命兩人。華盛頓隨即派林肯到紐約，指揮及安撫新英格蘭地區的民兵，而議會最終改為任命霍雷肖·蓋茨接掌北軍。

### 薩拉托加戰役
林肯在8月初趕抵上紐約州。起初，林肯按照斯凱勒的命令，到哈德遜河以東、新罕布什爾贈地一帶重編民兵，打算吸引並分散伯戈因的南進部隊。由於伯戈因的推進受到阻礙，斯凱勒一度下令林肯回防哈德遜河西岸，但林肯卻另有考慮。事緣約翰·史塔克剛好率領新罕布什爾州的民兵抵達新罕布什爾贈地。雖然史塔克於年前不獲大陸軍晉陞，憤而退出軍隊，並且拒絕聽命於所有大陸軍組織，但林肯卻成功遊說史塔克配合大陸軍部署。林肯在8月中旬趕回薩拉托加縣靜水鎮，說服斯凱勒保留原定計劃，而史塔克不久就在班寧頓戰役重創英軍搜掠部隊，令到伯戈因損失接近1,000人可作戰兵力。
1777年8月18日，蓋茨就任北軍指揮官。林肯向蓋茨提議自己回到班寧頓組織民兵，由東面向英軍展開合圍，並獲得接納。林肯的部下不久進攻喬治湖的英軍要塞，更一度威脅提康德羅加堡。至於林肯本人則在9月22日率軍增援蓋茨，並參與10月7日的貝米斯高地（Bemis heights）戰事。他的部隊在戰事中部署在右翼，遠離左翼的激戰。戰後林肯率軍前往攻佔愛德華堡，卻在晚上遭英軍哨兵攻擊，右腿受到重傷，而要回到奧爾巴尼休養。蓋茨及紐約州州長喬治·克林頓都向大陸議會表揚林肯的貢獻，而伯戈因最終在10月17日向蓋茨投降。

### 南方戰場

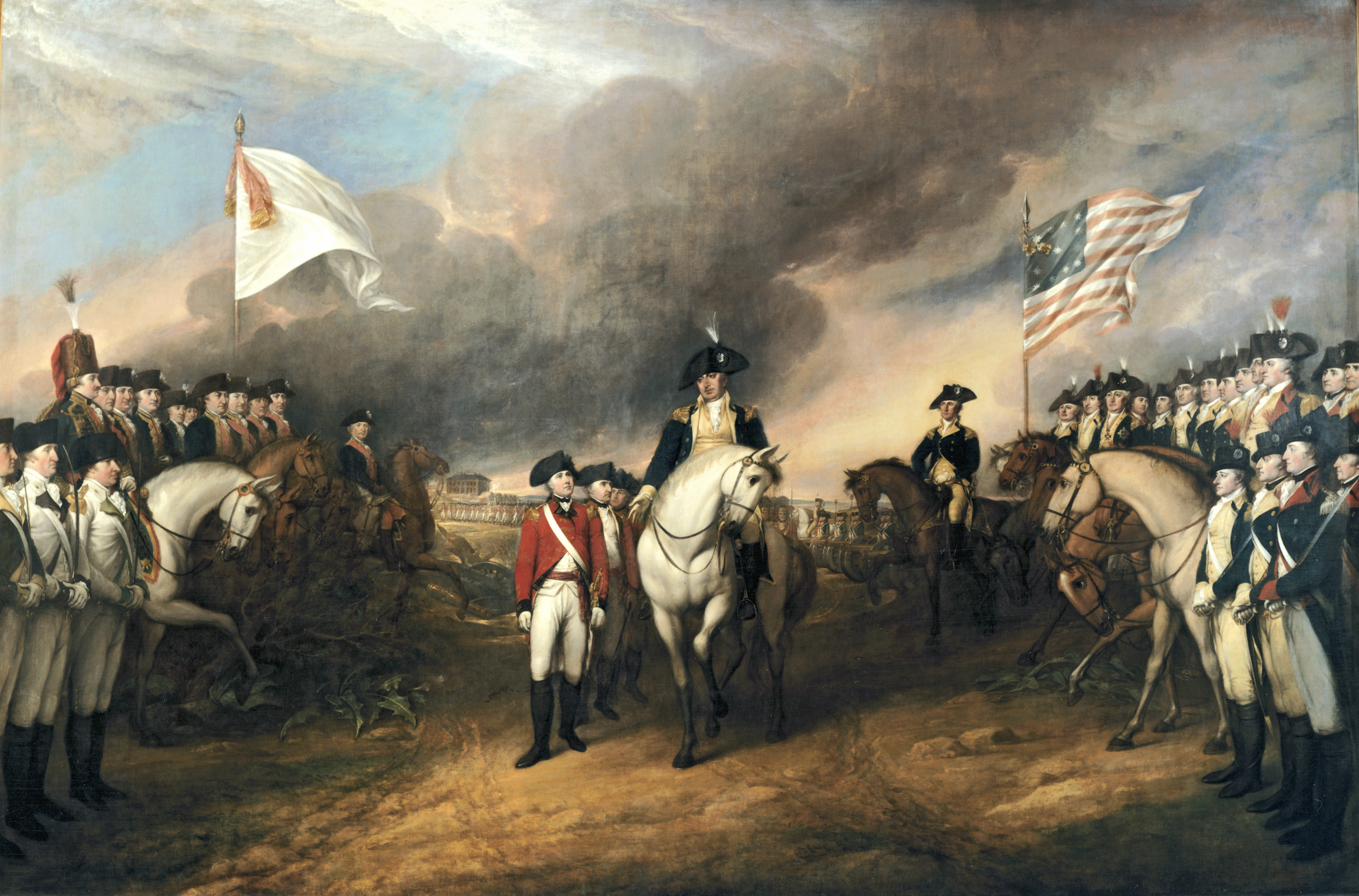
1781年查理斯·康沃利斯的英軍在約克鎮圍城戰役向美法聯軍投降。當時康沃利斯只派出副官查理斯·奧哈拉向華盛頓交出佩劍，故此華盛頓按照軍階而拒絕接收，指示奧哈拉向自己的副官林肯交出佩劍。

林肯要到1778年8月才回復健康，重新加入華盛頓麾下。他在10月被大陸議會任命為南軍總司令，接替與南卡羅萊納州政府不和的羅拔·何奧。他在12月4日抵達查爾斯頓，即時要面對日益惡化的南方戰局。當時奧古斯丁·普雷沃斯特正率領英軍進攻喬治亞州；而英軍在阿奇博爾德·坎貝爾指揮下，更於12月31日攻佔薩凡納。
林肯上任後成功調解南卡羅萊納州對大陸軍的敵意，並爭取羅林斯·朗茲州長向軍隊提供補給以及援軍。不過南卡羅萊納的民兵卻時常拒絕服從指令，使到林肯極為煩惱。林肯在戰略部署上也有所失當，使到普雷沃斯特成功率領主力離開喬治亞州，進而北上威脅查爾斯頓。另外，大陸議會對南方戰場欠缺關注，致使林肯的要求經常遭到忽略。最後，林肯的腿患因南方暑熱而再度惡化發炎。他在1779年4月一度向大陸議會辭職，但獲得威廉·摩爾特里及約翰·拉特利奇挽留。同年9月，林肯與法國海軍上將德斯坦伯爵合作，展開薩凡納圍城戰，但美法兩軍欠缺協調，使到圍城戰最終失敗。
踏入1780年，美國在南方的戰局進一步惡化。當時英國政府已經把戰略目標轉到南方，北美英軍總司令亨利·克林頓在1779年12月率領大軍登陸薩凡納，預備進攻查爾斯頓。當時克林頓的兵力有超過8,000人，但林肯手上只有不足3,000名士兵可供調動。他不斷要求大陸議會及南北卡羅萊納州提供民兵增援，更建議徵召黑人奴隸入伍，但這些訴求卻一一落空，部隊擴充速度非常緩慢。最後，林肯沒有選擇棄守城池，保留軍隊實力，而是堅守查爾斯頓。結果，克林頓陸路及海路優勢下，在1780年3月展開查爾斯頓圍城戰，並在5月迫使林肯率領超過5,000人向英軍投降。這也是大陸軍自獨立戰爭以來損失最為嚴重的一場敗仗。
林肯在被俘後不久獲得假釋，回到費城覆命，並要求大陸議會召開聽證會審訊。雖然林肯獲得斯凱勒、蓋茨以及一眾卡萊羅納議員支持，但該聽證會從未召開。林肯其後回到家鄉休養，並在1780年11月獲得戰俘交換（對象為英軍砲兵軍官威廉·菲臘斯），然後留在麻省徵召民兵。這段時間，林肯曾率兵協助羅尚博伯爵防守羅德島州紐波特。
1781年6月，華盛頓、羅尚博及德格拉斯伯爵達成共識，決定發動約克鎮圍城戰役，包圍查理斯·康沃利斯的南方英軍。林肯被華盛頓選擇為陸軍副官，一同急行軍南下作戰，並在圍城戰中指揮右翼軍隊。康沃利斯最終決定投降，但他以身體抱恙為由，沒有出席10月19日的投降儀式，只派副官查理斯·奧哈拉向華盛頓交出佩劍；華盛頓得悉奧哈拉的身份後，指示奧哈拉向自己的副官林肯投降。這場戰役後，英軍逐步停止在北美的軍事行動，尋求與美國談判停火。

### 戰爭部長
約克鎮圍城戰役後不足一個月，林肯便進入美國政府，出任第一任美國戰爭部長。事緣大陸議會在1781年3月通過《邦聯條例》，更名為邦聯議會 (美國)，並設置戰爭部長一職統籌軍事行政，以取代原有的議會戰爭委員會（Board of War）。不過，議會卻因地方派系衝突，一直拖延到10月才有決定。按照當時的共識，戰爭部長須由新英格蘭將軍出任。林肯起初在名單上排於格連及亨利·諾克斯兩人之後，但他卻能夠為各方接納，又有處理文人政府與軍隊矛盾的經驗。這促使議會在10月30日投票選出林肯為戰爭部長。
林肯在1781年底上任，隨即要處理多個棘手問題。他要從頭建立整個軍事行政部門，處理自春季以來邦聯議會積壓的所有軍事政務。這些政務包括軍隊補給、軍官陞遷、戰俘交換、以及徵召遣散士兵的各種開銷。身為戰爭部長，林肯亦要向議會報告軍隊的各項數據統計，製作軍事預算，擔任議會的軍事顧問，並執行議會所有的軍事決議法令。
由於戰爭仍未結束，林肯在任初期集中精力維持大陸軍部隊兵源，避免軍隊因服役期滿及拖欠薪金而解散。他與美國財務總監羅拔·莫里斯及副總監古弗尼爾·莫里斯緊密合作，卻難免因職責不同而時有衝突。由於議會信用早已破產，又沒有徵稅權力，莫里斯等人只能四出籌集資金，更經常要動用私人財產；但當莫里斯縮減軍事開支時，卻令到林肯及華盛頓等將軍難以維持軍隊。當英國在8月正式與美國展開和談時，議會連軍隊的基本補給也逐漸不能提供。
隨著英美停戰在望，大量軍官及士兵因欠薪及支取半薪問題，而瀕臨叛變邊緣。林肯多次與華盛頓到紐約安撫軍隊，華盛頓本人更在1783年3月勉強平息了紐堡陰謀，然而美國的財政危機仍未解決。羅拔·莫里斯主張優先恢復議會借貸信用，但林肯卻主張由各州自行向本州軍隊付款。莫里斯指責林肯危害議會權威，而林肯則反駁莫里斯漠視軍隊叛變危機。後來林肯開始籌備戰後減員，並決定在戰爭結束後辭職返鄉。當賓夕法尼亞州民兵恐怕議會拖欠薪金、而在6月包圍費城議會廳時，林肯正在維珍尼亞州執行公務。邦聯議會恐怕再遭民兵威脅，而轉到普林斯頓開會。10月29日，林肯向邦聯議會辭職，並獲得接納。他在同年獲選為辛辛那提會的麻省分會主席。

## 戰後

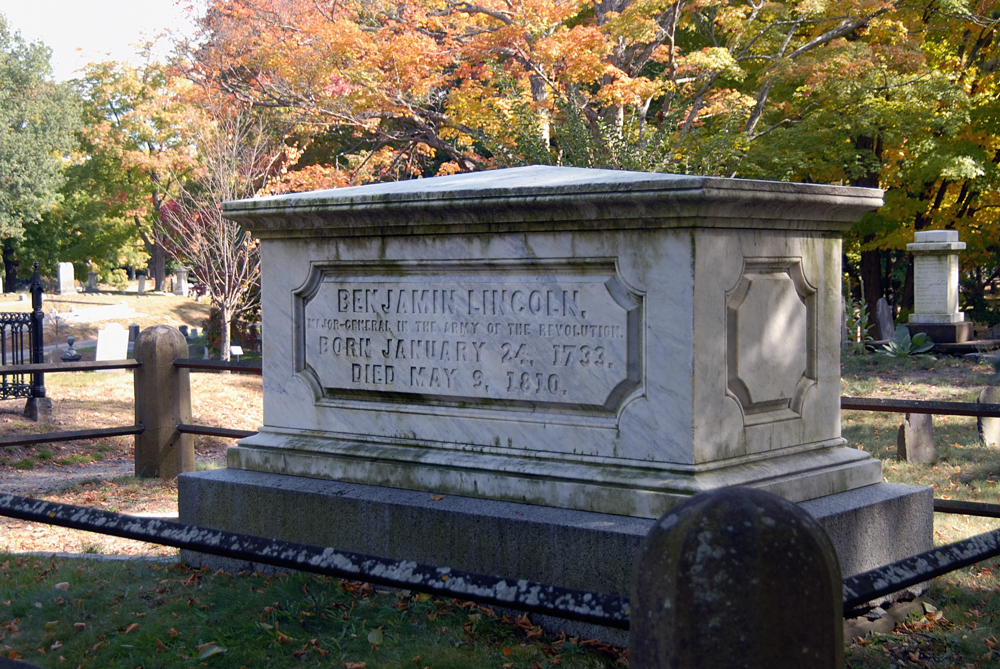
林肯在家鄉興咸鎮的墓碑。

林肯回到家鄉興咸鎮後忙於整頓衰敗的家業，專注於商業及土地投資。他在戰後公開反對蓄奴，並且以身作則。他的最後一名奴隸在1789年因年邁而去世。1785年，麻省任命林肯為本州民兵少將，協助麻省重整戰後軍事體制。不久林肯又再涉獵政治。當安納波利斯會議預備召開之際，林肯與一眾麻省政要都對修改聯邦政制抱持懷疑。林肯起初認為，美國各州的地域衝突過於劇烈，只能維持鬆散的聯邦政制。但麻省不久就受到謝司叛亂影響，而林肯更要率領麻省民兵前往鎮壓。這使到林肯對美國政制的態度有所逆轉，認為美國必須增強聯邦政府權力，方能保障各州利益，政治立場日漸傾向聯邦主義一方。
林肯在1788年以專注麻省事務為由，婉拒參與美國制憲會議，但仍在幕後予以支持。他在同年獲選為麻省副州長，接替去世的湯馬士·顧盛，卻與州長約翰·漢考克政見不合，雙方更引發連月的派系衝突。林肯最終在1789年的選舉遭到山繆·亞當斯擊敗。1789年亦是美國總統選舉年，林肯在選舉中獲得一票提名。華盛頓就任總統後，任命林肯為波士頓的港口稅務官。他也在同年代表聯邦政府到喬治亞州，與原住民商討停戰協定及土地安排，但最終成效不大。1793年，林肯再次出任聯邦政府特使，與俄亥俄谷地的易洛魁聯盟部落商討西北印第安戰爭的停火及土地條款，但沒有取得成果。
此後林肯專注於波士頓的稅收職責。當聯邦黨與民主共和黨的鴻溝逐步加深之際，林肯站到了溫和聯邦黨的一方。共和黨內部雖然多次構思將林肯免職，但礙於林肯的過人聲望，一直沒有付諸行動。當林肯在1806年以健康為由向聯邦政府請辭時，共和黨總統湯瑪斯·傑佛遜蓄意請林肯暫時留職，卻不提名候補人選，讓林肯執行聯邦黨大力反對的《1807年禁運法令》。然而林肯的健康卻繼續惡化，行動不便，只能交由副手辦事。到1809年1月，林肯決定自行離職，引發聯邦黨及共和黨的另一輪互相攻伐。1810年5月9日，林肯在家鄉興咸鎮因病去世。